# Лий Бардуго
Лий Бардуго (на английски: Leigh Bardugo) е американска писателка на бестселъри в жанра фентъзи и научна фантастика. Изявява се и като певица.

## Биография и творчество
Лий Бардуго е родена на 6 април 1975 г. в Ерусалим, Израел. Израства в Южна Калифорния в долината Сан Фернандо. Завършва през 1997 г. английска филология с бакалавърска степен в Йейлския университет. След дипломирането си работи областта на рекламата, журналистиката и дори в грима и специалните ефекти.
Първият ѝ роман „Сянка и кост“ от поредицата „Гриша“ е издаден през 2012 г. Героинята Алина Старков живее в страната Равка, разделена на две от Долината на смъртната сянка, ивица от почти непрогледен мрак, населена с чудовища. Тя е надарена с неподозирана сила и е отведена в двореца, за да бъде обучена за Гриша, част от магьосническия елит, предвождан от тайнствения Тъмнейший. Тя ще трябва да се изправи пред тайните на Гриша и тайните на сърцето си. Книгата става бестселър и я прави известна. Поредицата е издадена в над 50 страни по света в над 4 милиона екземпляра. Приета е за екранизиране в сериал.
През 2017 г. е издадена книгата ѝ „Жената-чудо: вестител на войната“, част от четирите книги посветени на най-великите герои на Ди Си Комикс.
Писателката споделя, че страда от асептична некроза и понякога ходи с бастун. Лий Бардуго живее със семейството си в Холивуд, Лос Анджелис.

## Произведения

### Самостоятелни романи
- The Familiar (2024)

### Вселената Гриша

#### Серия „Гриша“ (Grisha)
1. Shadow & Bone (2012) – издаден и като „The Gathering Dark“
Сянка и кост, изд.: „Егмонт България“, София (2013), прев. Анелия Янева
2. Siege and Storm (2012)
Престол и щурм, изд.: „Егмонт България“, София (2013), прев. Анелия Янева
3. Ruin and Rising (2014)
Падение и подем, изд.: „Егмонт България“, София (2014), прев. Анелия Янева

#### Серия „Шест врани“ (Six of Crows)
1. Six of Crows (2015)
Шест врани, изд.: „Егмонт България“, София (2019), прев. Милена Илиева
2. Crooked Kingdom (2016)
Алчни крале, изд.: „Егмонт България“, София (2019), прев. Милена Илиева

#### Серия „Николай“ (Nikolai)
1. King of Scars (2019)
Белязания цар, изд.: „Егмонт България“, София (2020), прев. Милена Илиева
2. Rule of Wolves (2021)
Под знака на вълците, изд.: „Егмонт България“, София (2021), прев. Милена Илиева

#### Съпътстващи издания
- The Language of Thorns (2017)
- Lives of Saints (2020)
- Demon in the Wood (2022, илюстрации на Дани Пендъргаст)
Демонът в гората (графична новела), изд.: „Егмонт България“, София (2022), прев. Йоана Гацова

### Серия „Алекс Стърн“ (Alex Stern)
1. Ninth House (2019)
Деветият дом, изд.: „Егмонт България“, София (2020), прев. Милена Илиева
2. Hell Bent (2023)
Зад прага на ада, изд.: „Егмонт България“, София (2023), прев. Йоана Гацова

### Участие в общи серии с други писатели

#### Серия „DC икони“ (DC Icons)
1. Wonder Woman: Warbringer (2017)
Жената – чудо: вестител на войната, изд.: „Сиела“, София (2018), прев. Явор Недев

### Разкази
- The Witch of Duva (2012)
- The Too-Clever Fox (2013)
- Ruin and Rising: Chapter 1 (2014)
- Little Knife (2014)
- The Demon in the Wood (2015)
- Verse Chorus Verse (2015)
- Head, Scales, Tongue, Tail (2016)
”Глава, люспи, език, опашка” в „Летни дни и летни нощи“: 12 любовни истории“, изд.: „Сиела“, София (2016), прев. Деница Райкова
- Ayama and the Thorn Wood (2017)
- The Soldier Prince (2017)
- When Water Sang Fire (2017)

### Сборници
- The Fierce Reads Anthology (2012) – с Ана Банкс, Дженифър Босуърт, Еми Лейбърн и Мариса Майер
- Kisses and Curses (2015) – с Ан Агирре, Геннифер Албин, Анна Банкс, Джесика Броуди, Лорън Бурняк, Кейти Фин, Ники Кели, Еми Лейбърн, Лиш Макбрайд, Дженифър Матие, Мариса Майер, Караг М. О'Брайън и Мари Р
- Slasher Girls & Monster Boys (2015) – със Стефан Бахман, Кендар Блейк, А. Г. Хауърд, Джей Кристоф, Мари Лу, Джонатан Мейбъри, Даниел Пейдж, Кари Райън, Меган Шепърд, Нова Рен Сума, Маккормик Темпълман, Април Женевиев Тучолк, Кат Уинтерс

### Документалистика
- The Severed Moon (2019)

### Екранизации
- 2004 Fears of a Clown – късометражен
- 2021 – ? Shadow and Bone – сериал по Netflix